# Jednostka regionalna Kastoria
Jednostka regionalna Kastoria (nwgr.: Περιφερειακή ενότητα Καστοριάς) – jednostka administracyjna Grecji w regionie Macedonia Zachodnia. Powołana do życia 1 stycznia 2011 w wyniku przyjęcia nowego podziału administracyjnego kraju. W 2021 roku liczyła 46 tys. mieszkańców.
W skład jednostki wchodzą gminy:
- Kastoria (1),
- Nestorio (2),
- Orestida (3).